# ベレッタBM59
ベレッタ BM59（Beretta BM59）は、イタリアで設計された自動小銃である。M1ガーランドをベースにしているが、7.62x51mm NATO弾を使用し、着脱式弾倉を備えている。後に様々な近代化改修が加えられた。イタリア語で「軽量自動小銃」（イタリア語: Fucile Automatico Leggero）を意味する「FAL」の名称でも知られる。

## 概要
BM59は、イタリア軍の主力小銃だったM1ガーランドを改良したものである。7.62x51mm NATO弾を用いるほか、着脱式20発弾倉、二脚、擲弾発射器を兼ねた消炎器などが追加されている。また、銃身長・前部銃床の短縮を行うと共に、セレクティブ・ファイア機能も備えている。
アメリカ合衆国のM14小銃は、BM59と類似した経緯で開発された。そのため、M14とBM59との間に直接の関連はないものの、全体のデザインが類似している。両者の相違点としては、次が挙げられる。
- M14ではロングストローク・ガスピストンからショートストローク・ガスピストンへ変更されたのに対し、BM59はM1ガーランドのロングストローク・ガスピストン方式をそのまま継承している。
- 全自動射撃の制御機構が、M14では機関部の右側面に外付けされているのに対し、BM59では機関部に内蔵されている。切換スイッチもM14では機関部右後方、BM59では同じく左前方に配置されている。

## 開発

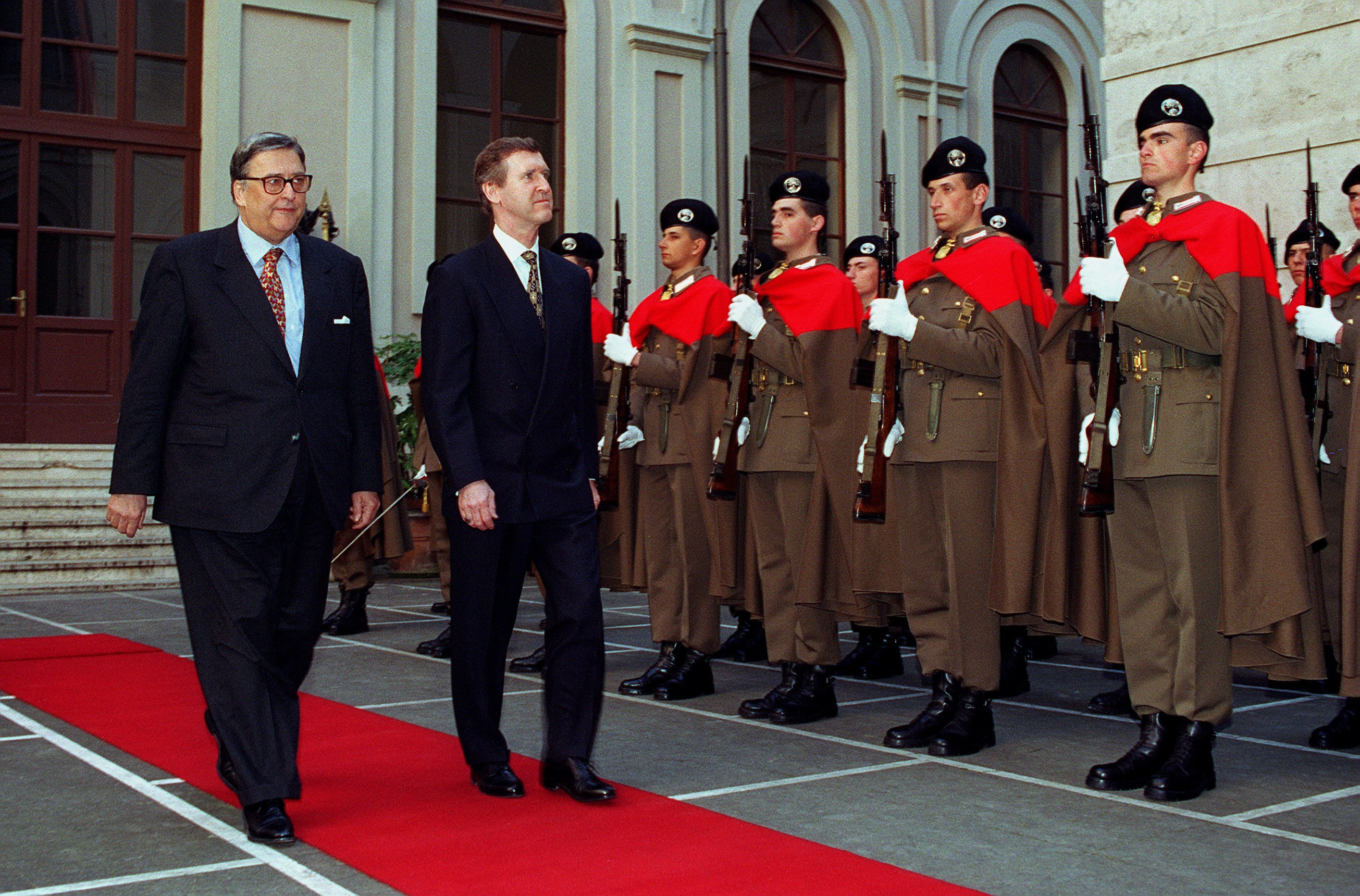
イタリアの儀仗兵（1997年）

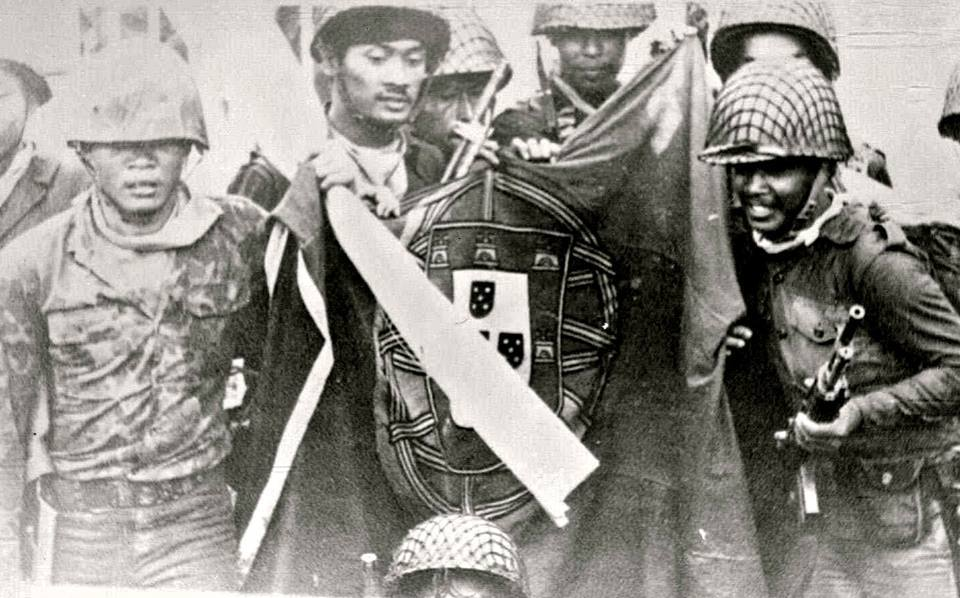
東ティモール侵攻時に撮影されたインドネシア兵。右の兵士がBM59を手にしている（1975年）

第二次世界大戦後、イタリア軍は大量に入手したアメリカ製およびイギリス製の兵器を配備し、また、ライセンス生産を行っていた。1945年以来、イタリア軍の主力小銃はアメリカ製のM1ガーランドであった。その後、ウィンチェスター社からベレッタ社およびブレダ社に製造設備が送られ、1950年から国産化が実現した。
1954年、北大西洋条約機構（NATO）にて7.62x51mm弾が標準弾に指定されたことを受け、テルニ陸軍兵器廠ではM1ガーランドの口径改修が始まり、またベレッタ社およびブレダ社では海外（デンマークなど）への輸出を想定して、7.62x51mm仕様M1ガーランドの新造が行われた。
ベレッタ社の開発部門では、7.62x51mm弾に対応した自動小銃を全く新規に設計するよりも、既存のM1ガーランドの口径改修を行うほうが低コストであると判断されていた。後にBM59として知られる小銃の開発を行ったのは、ドメニコ・サルザ（Domenico Salza）とヴィットリオ・ヴァレ（Vittorio Valle）の両技士であり、彼らは2人ともトゥリオ・マレンゴーニ（Tullio Marengoni）に師事した経験があった。サルザとヴァレの使命は、戦後の財政難を考慮しつつ、既存の設備と技術で製造可能なセレクティブファイア機能を備えた新型小銃を開発することであった。
ベレッタ社で最初に設計されたのは、1型小銃（Tipo 1）として知られるモデルで、これは既存のM1ガーランドに新造の7.62x51mm弾仕様24インチ銃身を組み込んだものである。その後、既存の30口径用銃身の銃尾を0.5インチほど切り詰めれば、7.62x51mm弾仕様銃身に転用可能となり、製造コストが大幅に削減できることが判明した。この改造を施す場合はオペレーティングロッド、リアハンドガード、ストックを合わせて切り詰める必要があったが、それを織り込んでも全く新しい小銃を作るよりは安上がりだった。こうして設計されたのが2型小銃（Tipo 2）である。1957年、口径変更に加え、着脱式弾倉やセレクティブファイア機能といった改良を加えたモデルが設計された。このモデルがBM59となる。
セレクティブファイア機能は、M1ガーランドと共にアメリカから供与されていたM2カービンを参考に設計された。機関部左側面のセレクタレバーは、半自動（Semiautomatico）を示すSと全自動（Automatico）を示すAの2点式である。これをAに切り替えると、M2カービンと同形式のディスコネクターレバーアセンブリが作動し、750発/分のフルオート射撃が行えた。フルオート射撃時の反動に対応するため、BM59は標準的に二脚が備えられている。当時、イタリア軍の標準的な機関銃は分隊レベルでの運用に2人を要するベレッタMG42/59で、BM59にはフルオート射撃でこれを補完することも期待されていた。
銃口にはトリコンペンサトーレ（Tri-Compensatore）と呼ばれる部品が取り付けられていた。これは消炎器、制退器、擲弾発射器を兼ねたものである。イタリア軍では他のNATO諸国と同様、ベルギー製75mm対戦車擲弾ENERGAを始めとする各種小銃擲弾が採用されており、トリコンペンサトーレもこれを発射することができた。やはり標準的に組み込まれていた擲弾発射用リーフサイトはガスバルブを兼ねており、これを起こすとガスが遮断されてピストンが動作しなくなる。リーフサイトの照準距離はENERGA用に50m、75m、100mの3段階が刻まれていた。後に改良型のSuper ENERGAが採用されると、距離を75m、100m、120mの3段階に改めたものに交換された。手袋をしている場合などにも射撃が行えるように、折畳式の冬用引き金を備える。
給弾構造の変更に合わせ、弾倉を交換せずにストリッパー・クリップを用いて給弾を行うためのクリップガイドが追加されている。
既存のM1ガーランドに同等の機能を付与する改修も行われ、これらのモデルはBM59Eと呼ばれた。アメリカは非NATO諸国にもM1ガーランドを大量に供与しており、1950年代後半に7.62x51mm弾が普及した後にはイタリア軍と同様の需要が世界各国に生じていた。ベレッタ社では各国からの注文を受けて改造を請け負っていた。BM59Eは、基本的には2型小銃に着脱式弾倉とセレクティブファイア機能付トリガーグループを組み込んだものである。
狙撃銃型は設計されなかった。BM59はM1ガーランドの構造を踏襲しており、1960年代にあって狙撃銃としては時代遅れの設計と見なされたためである。ただし、いくつかの部隊ではスコープを取り付ける現地改造が行われた。
アルゼンチン、インドネシア、モロッコ、ナイジェリアといった国でも輸入ないしライセンス生産が行われた。
1990年、ベレッタAR70/90に更新され、段階的に退役した。いわゆるマークスマンライフルなどの役割には、既に他の兵器が宛てられていたこともあり、退役後もM14のような活用は図られなかった。2009年にアルバニアがNATOに加盟すると、同国の軍用品のNATO規格化を促進する政策の一環として、イタリアに予備装備として残されていたBM59が大量に輸出された。

## 派生型
BM59は、軍用・民生用として次のような派生型がある。

### 軍用

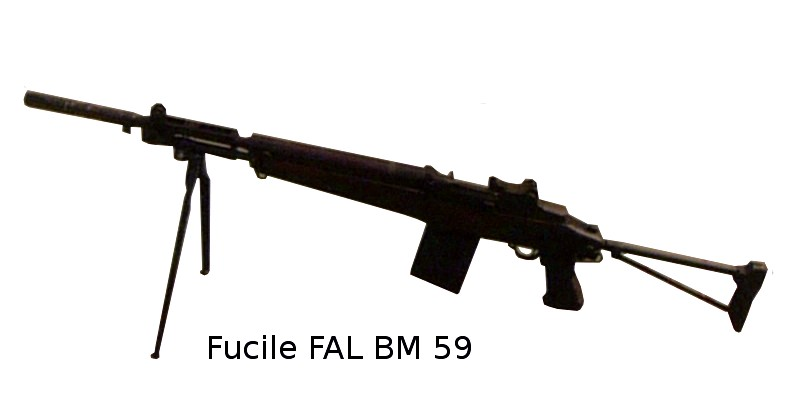
BM59 Mark III
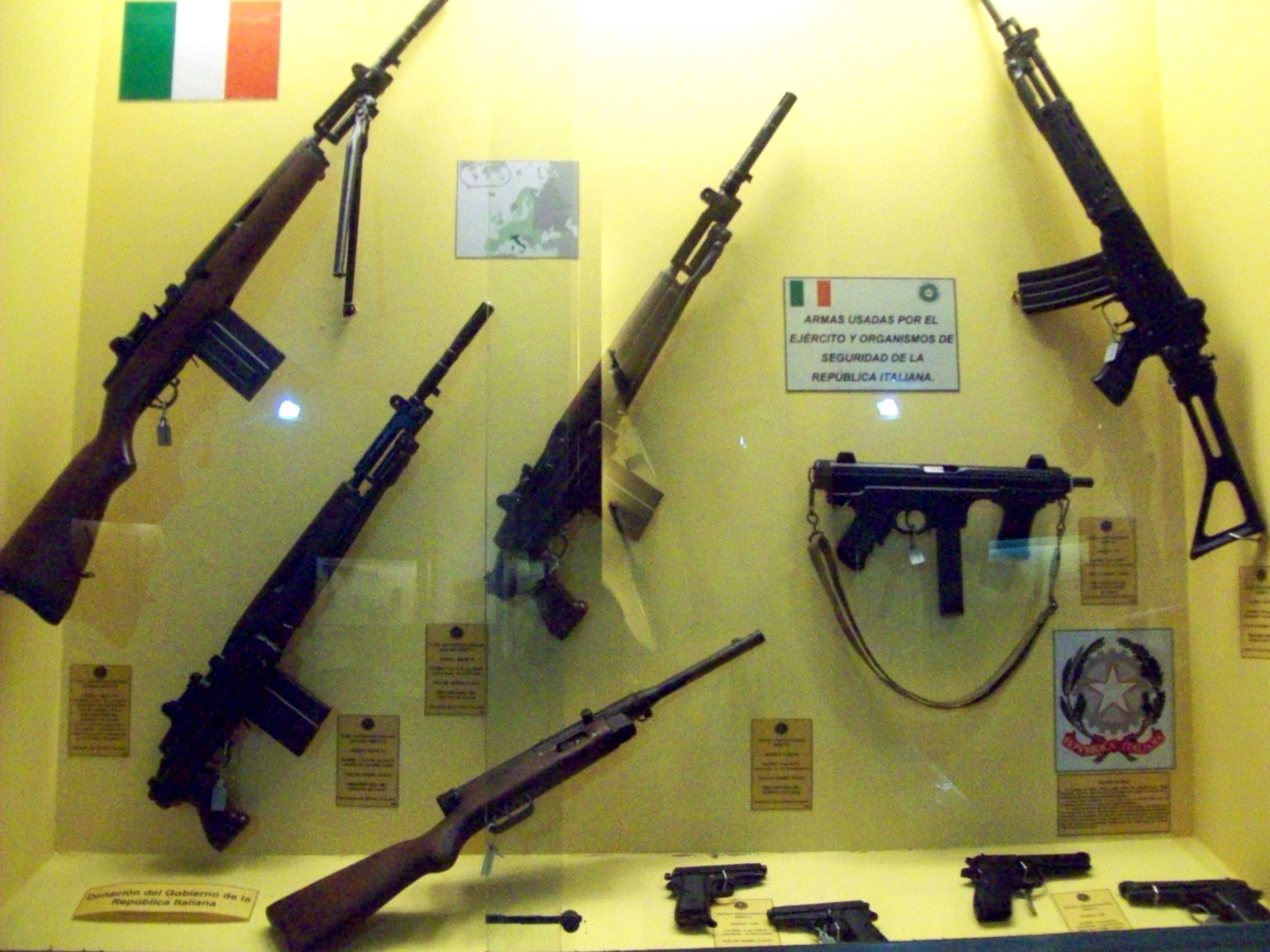

ITAL
木製銃床、セミ・ピストルグリップを備える基本モデル。トリコンペンサトーレを備えない輸出型はBM59 Mark Iの製品名で知られる。
ITAL-TA
金属製折畳銃床、樹脂製ピストルグリップを備える。TAはTruppe Alpineの略で、イタリア軍の山岳兵向けに設計された。さらにトリコンペンサトーレを着脱可能にした落下傘部隊向けモデルのITAL-Paraも存在し、輸出型はBM59 Mark IIIの製品名で知られる。
BM59 Mark II/IV
M14小銃におけるM14E2/M14A1のように、分隊支援能力の向上を意図した軽機関銃型として設計されたもので、固定式銃床とピストルグリップを備えている。Mark IIは木製銃床を、Mark IVは樹脂製銃床を備える。ただし、弾倉容量の都合から支援能力は小銃型とさほど変わらなかった。イタリア軍では採用されなかったが、インドネシアおよびナイジェリアで輸入され、インドネシアのバンドン兵器廠（後のピンダッド）ではSP1として、ナイジェリアのカドゥナ工廠（後のDICON）ではNR-2として国産化された。このことから、ナイジェリア型とも通称される。
BM59E
M1ガーランドを改修し、BM59と同等の能力を付与したモデル。使用弾薬は7.62x51mm NATO弾に改められ、BM59と互換性がある20連発着脱式箱型弾倉を備える。挿弾子を取り付けるクリップガイドも追加されており、弾倉を交換せずにストリッパー・クリップを用いて再装填を行うこともできた。大部分はセミオート射撃のみ可能だったが、ベレッタ社によってフルオート射撃可能なモデルも設計された。フルオート射撃機能を追加したモデルでは、反動制御を容易にするべく、銃身を専用のものに交換し、新型のマズルブレーキが追加されている。また、アルゼンチンがBM59を採用した際、同国が保有していたM1ガーランドがベレッタ社によってBM59Eへと改修されている。
- BM59 Mark III

### 民生用
BM62およびBM69は、擲弾発射器および擲弾用照準器を除去した民生用モデルである。
BM62
セミオート型。5発箱型弾倉を使用する。二脚、制退器は除去されている。生産数は少なく、1,700丁程度と言われている。
BM69
セミオート型。二脚とトリコンペンサトーレを備える。BM62と同様、生産数は少なく、2000丁を下回ると言われている。
アメリカなどと異なり、イタリアでは法律上の機関銃に該当しうる銃の部品を用いて民生用小銃を作ることが制限されていないので、放出されたBM59の部品をそのまま使ったBM62の同等品がノヴァ・イェーガー社（Nuova Jäger）からM99という製品名で発表された。その後はイタリア軍から放出されたBM59を半自動射撃のみ可能なように改造したものが各メーカーから販売されるようになった。BM62/69の生産数の少なさは、放出品のBM59が大量に流通していたことに起因する。ノヴァ・イェーガー社では、ピカティニー・レールに対応したスコープマウントなどのオプションも販売している。一方、アメリカの民生銃市場ではBM59は希少な商品の1つだった。BERBEN社（アメリカを拠点とするベレッタ社の子会社）が1980年代に少数を輸入したほか、スプリングフィールド・アーモリー社では輸入した部品と自社製造の国産部品を組み合わせたものを販売していた。

## 採用国
- アルジェリア[7]
- アルゼンチン - フォークランド紛争で使用[6]。
- バーレーン[7]
- エリトリア[7]
- エチオピア[7]
- イタリア[7]
- インドネシア - ライセンス生産[6]。
- リビア[7]
- モロッコ[7]
- ナイジェリア[1]。